# Bear Valley Springs
Bear Valley Springs est une census-designated place du comté de Kern, dans l'État de Californie, aux États-Unis,. En 2020, elle compte une population de 5 592 habitants.